# Smithville (Tennessee)
Smithville – miasto w Stanach Zjednoczonych, w stanie Tennessee, siedziba administracyjna hrabstwa DeKalb.